# Dove (chocolade)
Dove is een merk chocoladereep. Het wordt geproduceerd door Mars, Inc.
De naam Dove werd bedacht door de Grieks-Amerikaanse ondernemer Leo Stefanos, die in 1956 in Chicago een snoepwinkel annex ijssalon oprichtte en in 1956 op het idee kwam zijn ijs in chocolade te dopen. Hij noemde zijn ijsje de 'DoveBar'. In 1977 nam zijn zoon het bedrijf over, Mars kocht het in 1986.
In verschillende landen wordt Dove verkocht onder de merknaam Galaxy.